# Сери (язык)
Сери (Seri, cmiique iitom) — один из древнейших языков Мексики. Это язык-изолят, существующий в пределах двух деревень на побережье штата Сонора.

## Название
«Сери» как испанский экзоним официально был зафиксирован в 1692 г. (Gilg, 1692), но с большой вероятностью появился задолго до того момента. Предположительно, это одно из слов территориально близкорасположенных языков для обозначения данного народа.
Сmiique iitom [kw̃ĩkˈiːtom] — слово сmiique ([ˈkw̃ĩːkːɛ]) является формой единственного числа для обозначения человека из народа сери. Слово iitom является косвенной номинализацией непереходного глагола caaitom (‘говорить’) с префиксом i- (посессор третьего лица) и нулевым префиксом в позиции номинализатора для данного класса основ.
Comcaac quih Yaza — множественное число от cmiique iitom.

## Генеалогическая и ареальная информация
Язык сери существует в изолированном замкнутом ареале. Территория распространения языка ограничена двумя деревнями Punta Chueca и El Desemboque (Сонора, Мексика). Формально о. Тибурон также находится в собственности сери, однако на данный момент (2012 г.) он полностью лишён каких бы то ни было поселений.
Об истории языка на данный момент известно сравнительно немного: он не может быть включён как в юто-ацтекскую языковую семью наряду с остальными языками Соноры, так и в ото-мангскую семью. Существует «общепринятая» гипотеза о принадлежности сери к юманским языкам, однако материалы, полученные в ходе последних его исследований, позволяют поставить её под сомнение. Также были попытки объединить ряд североиндейских изолятов в гипотетическую хоканскую семью, но эта теория также до сих пор не была подтверждена. Иногда выделяется в известной степени условная языковая семья сери (Serian family), которая включает в себя единственный живой на данный момент язык.
Долгая история этого языка подтверждается существованием в лексиконе исконных слов большого количества имён для различных географических объектов в области существования языка (о. Тибурон и окрестности).

## Социолингвистическая информация
Сери относится к изолированным языкам, количество контактов с внешним миром очень невелико. Изоляция языка обусловлена исторической враждой между народом сери и испанцами Мексики, отголоски которой частично сохраняются до настоящего времени.
Из-за малого влияния на язык и культуру сери со стороны испанского языка количество заимствованных слов довольно невелико. Этому препятствует также специфическая система словообразования языка (именные группы, выражающие семантику термина, вместо имён). Существует также предположение, что язык мог испытывать более сильное воздействие в юто-ацтекский период от соответствующих языков, что подтверждается рядом раннезаимствованных слов.

#### Письменность
Письменность сери основана на латинском алфавите. Изначально письменность была создана Эдвардом и Мэри Мосер (Edward W. and Mary B. Moser) и позже утверждена и дополнена носителями языка совместно со Стивеном Марлеттом.
〈Qu〉 используется для обозначения /k/ перед гласными e and i, в то время как c используется во всех остальных случаях.
Долгие гласные обозначаются удвоением соответствующей буквы.
Звонкий латеральный /l/ обозначается подчёркиванием буквы 〈l〉, то есть 〈Ḻ ḻ〉.
Ударение в большинстве случаев не обозначается, но может быть маркировано с помощью острого ударения 〈´〉 над ударной гласной.
Буквы B, D, G, Gü, и V встречаются в ряде заимствованных слов.
Алфавит: A a, C c, Cö cö, E e, F f, H h, I i, J j, Jö jö, L l, Ḻ ḻ, M m, N n, O o, P p, Qu qu, R r, S s, T t, X x, Xö xö, Y y, Z z.

## Типологическая характеристика

### Тип выражения грамматических значений
Относится к синтетическим языкам («более синтетический, нежели изолирующий» (Marlett, 2005):
| ihp-sc-m-oos aha  |
| 1.SG-FUT-NEG-sing |
| ‘я не буду петь’  |

| i-m-áaspoj          |
| NOM-NEG-write       |
| ‘тот, кто не пишет’ |

### Характер границы между морфемами
Агглютинация с элементами фузии:
| Ø-y-as         |
| 3.SG-PST-sing  |
| ‘он(а) пел(а)’ |

| Ø-yo-m-óos        |
| 3.SG-PST-NEG-sing |
| ‘он(а) не пел(а)’ |

Пример формальной фузии (посессор третьего лица не произносится из-за фонологических правил, но может быть восстановлен в «глубинной структуре»):
| [Ø]-y-as              |
| 3.SG.POS-NOM-sing     |
| ‘его(её) пение/песня’ |

Пример семантической фузии (кумулятивное выражение грамматических категорий числа, лица и посессивности):
| ih-y-as           |
| 1.SG.POS-NOM-sing |
| ‘моё пение/песня’ |

// [Ø] — удаляется в результате фонологических процессов
// Ø — не существует в морфемной структуре

### Тип маркирования
Вершинное маркирование в именной группе:
| cocázni com              | i-lít      | quij           |
| rattlesnake lying.SG.DET | 3.POS-head | sitting.SG.DET |
| ‘rattlesnake’s head’     |            |                |

Вершинное маркирование в предикации (глагол содержит показатели лица и числа для Subj и DO, а также показатель лица для IO, они сами показателей не имеют):
| Heexoj                 | zo           | m-paai,..      |
| Torch                  | INDEF.SG.DET | 2.SG.SUBJ-make |
| ‘If you make a torch…’ |              |                |

### Тип ролевой кодировки
Аккузативная ролевая кодировка:
| Caay cap                         | yeen cap             | i-po-cáat x                        |
| Horse standing.SG.DET            | head standing.SG.DET | DO-DEP.FUT-swing DEP.CLAUSE.MARKER |
| ‘(If) the horse swings its head’ |                      |                                    |

При переходном глаголе с агенсом и пациенсом, выраженными формами третьего лица, употребляется особый маркер прямого дополнения (DO)
| Heexoj                 | zo           | m-paai,..      |
| Torch                  | INDEF.SG.DET | 2.SG.SUBJ-make |
| ‘If you make a torch…’ |              |                |

При переходном глаголе маркируется агенс, если он выражен местоимением не третьего лица, пациенс не маркируется
| Juan                               | quih       | p-aa-hit       | iho-x…                            |
| Juan                               | DEF.SG.DET | PASS-CAUS-fish | DECL.ALT (declarative.alteration) |
| ‘Juan went fishing [or he didn’t]’ |            |                |                                   |

Агенс при непереходном глаголе не маркируется
| P-acj                 | aa-imj   | iha  |
| NOM.two               | CAUS-die | REFL |
| ‘The two didn’t die.’ |          |      |

Пациенс при непереходном глаголе также не маркируется

### Базовый порядок слов
Базовым порядком слов в Сери является SOV:
| Subject            | Object      | Verb                  |
| Siip cop           | iionam quij | iyáaihjö              |
| Young man standing | his/her hat | she/he painted it red |

Зависимая клауза предшествует главной:
| Dependent                      | Main                 |
| Caay cap yeen cap ipocáat x,   | anxö ma saai haa hi. |
| (If) the horse swings its head | it will injure you.  |

Вышеупомянутые правила и ограничения, однако, для вопросительных предложений справедливы в значительно меньшей мере:
| Canóaa com           | ¿quíinh  | yaaiya?                   |
| Boat lying.SG.DET    | who(se)? | what.she/he.made.INTERROG |
| ‘Who made the boat?’ |          |                           |

Существуют также местоименные конструкции следующего вида:
| Adverb           | Verb      |
| Miizj            | ihmiya    |
| well             | I know it |
| ‘I know it well’ |           |

## Общее описание и особенности

### Фонология
Фонологический инвентарь Сери сравнительно небогат.

#### Гласные
Система гласных включает восемь фонем: четыре основных, противопоставленных по признакам ряда и подъёма, и ещё четыре противопоставленных им по признаку долготы/краткости:
| i /i/ | ii /ii/ | o /o/ | oo /oo/ |
| e /ε/ | ee /εε/ | a /α/ | aa /αα/ |

#### Согласные
Система согласных состоит из одиннадцати шумных глухих согласных и шести звонких сонорных (за исключением гортанной смычки — важного элемента фонологической системы языка).
Инвентарь шумных:
| p   | t   |     |     | c, qu | cö   |     |      |
| /p/ | /t/ |     |     | /k/   | /kʷ/ |     |      |
| f   | s   | l   | z   | j     | jö   | x   | xö   |
| /ф/ | /s/ | /ɬ/ | /ʃ/ | /x/   | /xʷ/ | /χ/ | /χʷ/ |

Инвентарь сонорных:
| m   | n   |     |     |     |
| /m/ | /n/ |     |     |     |
|     | l   | r   | y   | h   |
|     | /l/ | /ɾ/ | /j/ | /ʔ/ |

#### Структура слога
Структура слога в Сери не имеет жёстких ограничений. В приступе и коде слога может быть до трёх согласных, в ядре — до трёх гласных:
ptcamn — [ptkamn]
tpanzx — [tpanʃχ]
atcz — [atkʃ]
ítaaptxö — [I’taaptχʷ]
coopxöt — [koopχʷt]

#### Просодия
В большинстве случаев ударение падает на первую гласную корня слова:
Ihpyopánzx. — ‘I ran.’ (корень: -panzx)
Yopáncolxca. — ‘They ran repeatedly.’ (корень: -pancolxca)
hapáh — ‘what is put’ (корень: -ah)
hapáhtoj — ‘what are put’ (корень: -ah-toj)

В составных конструкциях ударным обычно является последнее значимое слово. Степень ударности и изолированности остальных слов в составной конструкции непосредственным образом влияет на семантику:
ziix cola hapáh (каждое слово отчётливо изолировано в потоке речи) — «вещь, которая поднимается высоко»
ziix cola hapáh (меньше степень изолированности, выше скорость произнесения, только одно ударное слово) — «флаг»
zixcolahapáh (слитное произнесение в одно фонетическое слово) — «воздушный змей»

### Морфология

#### Общая информация
Описание морфологии языка представляет собой крайне сложную задачу, так как кроме богатой и сложной аффиксальной системы языка (заменяющей собой большую часть словообразовательной морфологии) в Сери существует большое количество морфологических и морфонологических чередований, которые затрагивают и корни, и аффиксы. Таким образом, однозначно выделить ту или иную морфему, которая содержит конкретное значение, достаточно сложно или (в некоторых случаях) невозможно. Кроме того, с различными корнями в зависимости от некоторых параметров употребляются различные инварианты одинаковых аффиксов. Всё это затрудняет процедуру глоссирования, поэтому в некоторых случаях выделение отдельных глосс носит условный характер.
Семантика глаголов часто затрудняет их глоссирование, так как многие оттенки значения выражаются с помощью корня, а не аффиксально:
caazi ‘нести, переносить’
quiip ‘нести на голове’
casóompx ‘нести длинный объект под внутренней частью плечевого сгиба’
cooi ‘перенести за один заход', csanj ‘нести человека на чьей-то спине’

Ещё одна из характерных черт языка — склоняемые послелоги и аффиксы. Некоторые из них могут иметь формы единственного и множественного числа:
hiihax ‘со мной’
miihax ‘с тобой’
hiicot ‘с нами’
timoca ‘приближающийся. SG’
tamocat ‘приближающийся. PL’

К основным классам слов относятся существительные и глаголы.

#### Глагол
Глаголы — основной класс языка Сери. Кроме сложной семантики глагольных корней (см. раздел Морфология) в языке присутствует большой набор различных постфиксов и префиксов:
каузативности: a-, ac-, ah
непереходности (для устранения позиции одного из актантов транзитивного глагола): -o-, etc.
помощи (для создания дополнительной позиции актанта глагола со значением помощника): -a-, etc.
экспериенцера (для создания дополнительной позиции актанта глагола со значением экспериенцера): -ac-, etc.
пассива
номинализации
отрицания
Единственный способ выразить отрицание в Сери — маркирование глагола негативным префиксом. Других нелексических маркеров отрицания не документировано.

Квантификаторы часто выражаются с помощью непереходных глаголов.

#### Имена
Система именного склонения относительно проста и выражается с помощью выбора между абсолютивным префиксом или отсутствием показателя и формой посессивного префикса.
Важной особенностью языка Сери является наличие супплетивных алломорфов различных морфем, выбор между которыми осуществляется на основе транзитивности клаузы:
hp-/h- (1.SG.SUBJ)
ica-/iha- (INF)
caa-/aa- (1.SG.RESTR)

Класс существительных на данный момент в языке активно развивается, хотя его истоки всё ещё видны довольно отчётливо. Практически все слова данного класса многозначны, причём выбор конкретного значения определяется послелогом, например: zaah quij ‘солнце’ (сферический объект), zaah cop ‘день’ (абстракция).

Адъективы в языке встречаются редко. На данный момент их морфология развита слабо, и большая их часть идентична вербальным формам в позиции непереходных предикатов. Таким образом, адъективные конструкции в Сери можно рассматривать как относительные клаузы:
| cmaam                      | c-aaspoj       | cop             |
| woman                      | SUBJ.NOM-write | standing.SG.DET |
| ‘the woman who is writing’ |                |                 |

| cmaam                      | c-acösxaj        | cop             |
| woman                      | SUBJ.NOM-be.tall | standing.SG.DET |
| ‘the woman who is writing’ |                  |                 |

#### Детерминанты
Класс детерминантов довольно обширен, практически все они исторически были образованы от номинализованных форм глаголов с семантикой места и движения, например:
zo — ‘общий неопределённый. SG’
pac — ‘общий неопределённый. SG’
cop — ‘стоячий. SG, также абстрактное значение’
quij — ‘сидящий. SG’
com — ‘лежащий. SG’
quih — ‘общий определённый, также внутрикаузальный глагол для связи однородных объектов в единственном числе’
timoca — ‘приближающийся. SG’
tintica — ‘удаляющийся. PL’
tamocat — ‘приближающийся. PL’
tanticat — ‘удаляющийся. PL’
coi — ‘общий определённый. PL’

#### Дистальность
Сери имеет сложную тернарную префиксальную систему выражения параметра дистальности:
hip- ‘близкий’
ti- ‘удалённый’
him- ‘сильно удалённый’
Данные префиксы могут комбинироваться как с основой iix ‘вещь, предмет’ для образования указательных местоимений (hipíix ‘этот’, taax ‘те’), так и с послелогами класса детерминантов: hipcom ‘близко лежащий’, ticop ‘стоящий недалеко’, himcop ‘стоящий далеко’.

#### Прочие особенности
Язык Сери имеет невероятно сложную систему обозначения степеней родства, включающую более пятидесяти базовых основ. Дифференцируются параметры как пола, так и возраста:
aacaz ‘её младший брат’
apáac ‘его старшая сестра’

### Лексика
Лексикон Сери богат и уникален ввиду почти полного отсутствия заимствованных слов, что обусловлено исторической враждебностью между Сери и остальными окружающими культурами. Основная его особенность — невероятная продуктивность благодаря наличию системы лексикализации именных групп:
eenm an iauíijim ‘зеркало’ (=’металл, в который можно видеть’)
eenm an iauíijim ziix cöimahnáxz ‘стекло’ (=’зеркало, на котором ничего не нарисовано’)
ziix iitax iyas ‘аккумулятор’ (=’печень мотора’).
Исторически такая система возникла из-за наличия в лексиконе табуированной лексики, что привело к необходимости её выражения альтернативным комплексным способом.